# ミスマガジン
ミスマガジン（Miss Magazine）は、日本の漫画雑誌 『週刊ヤングマガジン』『週刊少年マガジン』（講談社）で行われる、読者投稿形式のグラビアミス・コンテストである。
1982年から『少年マガジン』内で毎年1回行われ、数年間の中断を経た後、1996年に『ヤングマガジン』誌上で復活、2001年以降は両誌編集部の共催によって行われた。2011年度以降は休止していたが、2018年に復活。

## 歴史

### 20世紀
1982年（昭和57年）に講談社が発行する『週刊少年マガジン』のグラビアオーディション企画として写真家・野村誠一の全面協力を経て創設。第1回目のグランプリは伊藤麻衣子が受賞した。その後、年1回の開催が恒例化。その間に、斉藤由貴、八木さおり、吉田真里子、細川ふみえといった有名アイドル・女優・歌手を輩出した。
9年間続いた後、一時中断したが、1996年（平成8年）に、主催を青年漫画誌の『週刊ヤングマガジン』に移し「ミスヤングマガジン」として復活。グランプリ1名と準グランプリ数名という選出方式に変更される。なお第1回ミスヤングマガジンのグランプリ受賞者は2名であった。（この間の）主な受賞者として、山田まりや、浅田好未（パイレーツ）、山川恵里佳、杏さゆり、そして後に『恋のから騒ぎ』（日本テレビ系）14期MVPとなり、放送作家を経て参議院議員に転身した塩村文夏などを輩出した。グランプリ受賞者のうち、山田まりやと柴田あさみ、川村亜紀は受賞年のフジテレビビジュアルクイーンにも選ばれている。

### 2000年代
2001年（平成13年）以降は『週刊少年マガジン』『週刊ヤングマガジン』両誌共催のミスコンテストに拡大。これに伴い、名称も「ミスマガジン」に戻し、受賞者もグランプリ、ミス少年マガジン、ミスヤングマガジン、審査員特別賞、読者特別賞と主要5部門で1人ずつ選出するようになった。同年からはTBS（東京放送、現・TBSホールディングス）も後援企業としてこのミスコンイベントに参加していた。2002年以降は前年12月（2007年度は前年11月）に募集開始、3月下旬（または4月上旬）にエントリー者を発表、5月下旬（または6月上旬）のファイナリスト発表を経て7月上旬にグランプリおよび各賞が発表され、都内でお披露目イベントが行われるのが恒例となっていた。
2003年以降から、グランプリ受賞者はTBSテレビの音楽番組『開運音楽堂』（土曜早朝放送、関東ローカル）のアシスタントMCとしてレギュラー出演が与えられ、この番組でTV初レギュラーをまず一年間経験するパターンが定番化していた。また、ミスマガジン2003メンバーで2004年8月に、BMGファンハウス（現：ソニー・ミュージックレーベルズ アリオラジャパンレーベル）からCD「ユウキ」（「バーチャファイター サイバージェネレーション」主題歌）も発売された。
2005年は、審査員としてプロデューサーのつんく♂が加わり、主要5部門のほかに「つんく♂賞」が設けられ、時東ぁみが受賞（このためファイナリストの数は例年より1名多い6名だった）している。つんく♂は2006年以降も審査員としてセミファイナルで全出場者に対するコメントを発表していたが、その後はつんく♂賞該当者なしの状態が続き、2008年度を最後に撤退している。
「フットサル」「GyaO賞」は、ファイナルに残れなかった応募者の中から選出されていたが、野口綾子、七海れんといったコンテスト未出場者がフットサル賞に選出されるケースもあった。しかしフットサルチームは2011年3月をもって活動休止となり（後述）、GyaO賞も2009年以降設定されていない。
2007年5月より放送の資生堂「uno」CM（デオドラント用品）に、主要歴代受賞者が出演していた。また2003年度グランプリの岩佐真悠子と2002年度ミスヤングマガジンの安田美沙子がゴールデン・アロー賞でグラフ賞を受賞し、2002年度ミス週刊少年マガジンの中川翔子が第58回NHK紅白歌合戦（2007年）に歌手として出場。2006年度グランプリの倉科カナがNHK連続テレビ小説『ウェルかめ』（2009年）でヒロインを演じる等、受賞者の顕著な活躍ぶりが目立った。

### 一時中断と復活
2010年代に入ると、AKB48グループ等の台頭でグラビアアイドル業界に変化が出始め、2011年（平成23年）のミスマガは審査員及び読者特別賞のない年となった。そしてミスマガ発足から30年を経た2012年（平成24年）より、講談社が“新しい時代のアイドルを作る”オーディション企画として『ミスiD』を立ちあげることを発表。これに伴い、同年7月7日放送の開運音楽堂でミスマガジン自体の休止が発表され、ミスマガの歴史は一旦途絶えることになった。
以降はミスiDがミスマガジンの代替的企画として位置付けられていたが、2017年（平成29年）12月11日発売の『週刊ヤングマガジン』2018年第2・3合併号において、コンテストが約7年ぶりに復活することが発表された。復活後は前年12月に募集開始し、開催年の1月末（2020年は2月末、2021年は3月末）に応募を締め切った後、5月上旬に候補者16名が発表され、7月中旬にグランプリ他各賞が発表される流れとなっていたが、2020年度以降は新型コロナウイルス感染症流行等による配慮から、ベスト16の発表が7月中旬、最終結果の発表が10月上旬と2か月半程遅れ、2022年度は最終結果発表が前2回よりも2週程遅れる事態となった。その後2023年度開催でベスト16が5月上旬発表に戻されたが、最終結果は8月下旬～9月上旬と4年前より1か月程遅れている。
また復活後の2018年からはライブ配信アプリ「SHOWROOM」のランキングによるSHOWROOM賞、2019年からはウェブ購入数のみによるマガポケ賞、AbemaTV『矢口真里の火曜The NIGHT』番組内で決定される火曜TheNIGHT賞を副賞として新設していた。そのうちマガポケ賞は2022年から「ヤンマガWeb特別賞」と改めて存続しているが、TheNIGHTは2022年末をもって番組自体が終了となったため、同年度の山田麗華が最後の受賞者となった。

### 年齢制限について
応募者の年齢制限は、2006年度までは13歳から20歳までだったが、2007年から2011年までは13歳から22歳までに定められた。その後2018年と2019年は14歳から23歳までとなったが、2020年度以降は開催年の4月時点で15歳から24歳までと定められ、その中から新井遥（2020年）や葉月くれあ（2024年）が20代で栄冠を獲得する事例が目立ってきたが、同じ音羽グループの光文社が主催する『ミスFLASH』に見られる20代後半以上は応募対象外となっている。

## 歴代受賞者

### ミスマガジン（少年マガジン主催）
| 回数  | 年度   | グランプリ        | 準グランプリ | その他                                                                 |
| ----- | ------ | ----------------- | ------------ | ---------------------------------------------------------------------- |
| 第1回 | 1982年 | 伊藤麻衣子        |              | コンテスト外で選ばれたマガジンメイトに森尾由美が居る。                 |
| 第2回 | 1983年 | 加藤香子 石川京子 | 白石さおり   |                                                                        |
| 第3回 | 1984年 | 斉藤由貴          | 田中美奈子   |                                                                        |
| 第4回 | 1985年 | 八木さおり        |              | コンテスト外で選ばれたマガジンメイトに南野陽子が居る。                 |
| 第5回 | 1986年 | 遠藤晶            | 松本亜紀     |                                                                        |
| 第6回 | 1987年 | 仲地さより        |              | 審査員特別賞：吉田真里子。最終審査に進んだ36名の中には高岡早紀も居た。 |
| 第7回 | 1988年 | 山内小百合        | さとう珠緒   | 審査員特別賞：日原麻貴                                                 |
| 第8回 | 1989年 | 江崎まり 中村通代 |              |                                                                        |
| 第9回 | 1990年 | 細川ふみえ        | 秋山久美     |                                                                        |

※森尾由美と南野陽子はミスマガジン出身と思われがちだが、これは誤解である（受賞歴もない）。実際は、ミスマガジンの流れをくんだグラビア専門誌『DELUXEマガジン』でのグラビアとしての活動が大きく取り上げられ、その高い人気からミスマガジンと同格に扱われるようになった、という誤った刷り込みがあったからとされている。

### ミスヤングマガジン
※発表号及び（ ）内の日付は、最終結果が発表されたヤングマガジンの号と発売日を記す（以下同）。
| 回数  | 年度   | 発表号          | グランプリ           | 準グランプリ                                              | その他 |
| ----- | ------ | --------------- | -------------------- | --------------------------------------------------------- | --- |
| 第1回 | 1996年 | 23号（5月13日） | 鈴木由香、山田まりや | 児島玲子 須田春美（田中はるみ）                           | |
| 第2回 | 1997年 | 18号（4月7日）  | 森宏子               | 浅田好未 谷川明日香 宮下慎琴                              | 特別賞：廣瀬真弓                                                                                                 |
| 第3回 | 1998年 | 18号（4月6日）  | 柴田あさみ           | 塩村文夏 綾瀬のぞみ（現：小清水希） 雑部いづみ            | 特別賞：山川恵里佳 セミファイナリスト：青木幸、小野寺美香、滝村裕子、速水章子、 平山舞美、松藤敦子（松藤あつこ） |
| 第4回 | 1999年 | 17号（3月29日） | 黒石えりか           | 2位：土屋真美子 3位：海津知香                             | 入賞：高木加織（4位）、松澤香代子（5位）                                                                         |
| 第5回 | 2000年 | 18号（4月3日）  | 川村亜紀             | 2位：山田愛子 3位：姫嶋菜穂子 4位：杏さゆり 5位：島田秋奈 | セミファイナリスト：浅野朱里、小川奈那、杉岡華世、鈴木朝美、 沼尻沙弥香、長谷川恵美、松坂紗良、山本真由美        |

※第2回（1997年）から第5回（2000年・ヤンマガ創刊20周年記念として開催）までの4年間はトヨタ自動車とのタイアップでグランプリ受賞者にトヨタの車種が1年間使用される権利が与えられており、第2回はサイノスコンバーチブル、第3回（1998年）はRAV4、第4回（1999年）はハイラックスサーフ、第5回はキャミ・エアロQバージョンが優勝賞品となった。
※第4回と第5回は投票制により上位5名を選出。特に5代目グランプリの川村は前年（1999年）に行われたグラビア企画『全国女子高生水着甲子園』でグランプリに選ばれ、そのシードという形でミスヤングマガジンに出場し栄冠を獲得した。

### ミスマガジン（少年マガジン・ヤングマガジン共催）

#### ミスマガジン2001
| タイトル             | 受賞者     | 備考                   |
| -------------------- | ---------- | ---------------------- |
| グランプリ           | 加藤未央   |                        |
| ミス週刊少年マガジン | 中川愛海   |                        |
| ミスヤングマガジン   | 川崎真実   |                        |
| 読者賞               | 鎗田彩野   | 後に「立花彩野」と改名 |
| 審査員特別賞         | 若林菜美子 |                        |

※2月にセミファイナル16人を発表し、3月31日にワイルドブルーヨコハマ（現在は閉鎖）で決戦大会を開催。グランプリを受賞した加藤の記念表紙&グラビアは同年のヤンマガ26号（5月28日発売）となった。

#### ミスマガジン2002
発表号：2002年31号（7月1日）
| タイトル             | 受賞者     | 備考                         |
| -------------------- | ---------- | ---------------------------- |
| グランプリ           | 和希沙也   | 現：倉本清子                 |
| ミス週刊少年マガジン | 中川翔子   |                              |
| ミスヤングマガジン   | 安田美沙子 |                              |
| 読者特別賞           | 石田裕子   |                              |
| 審査員特別賞         | 阿部英里奈 | 受賞後に「早瀬英里奈」と改名 |

※当時ホリプロに所属していた和希がグランプリを獲得。安田と中川は準グランプリに相当する賞を受賞したが、その後各分野でブレイク。中川は2006年に歌手としてメジャーデビューを果たし、先述の紅白歌合戦にも出場した。

#### ミスマガジン2003
発表号：2003年31号（7月7日）
| タイトル             | 受賞者     | 備考     |
| -------------------- | ---------- | -------- |
| グランプリ           | 岩佐真悠子 |          |
| ミス週刊少年マガジン | 瀬戸早妃   | 現：咲嬉 |
| ミスヤングマガジン   | 夏目理緒   |          |
| 読者特別賞           | 西田美歩   |          |
| 審査員特別賞         | 天川美穂   |          |

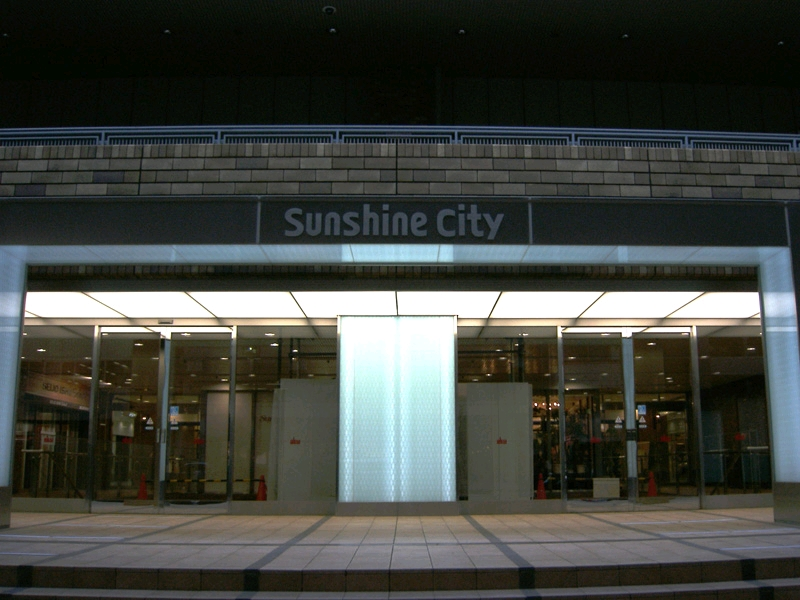
東京都豊島区東池袋にあるサンシャインシティ・アルパ（写真は首都高速側の正面出入口）。2003年から2009年まで同施設にある噴水広場でミスマガジンのお披露目イベントが行われていた。

※この年からサンシャイン噴水広場でお披露目イベントを開催。当時設立4年目のプラチナムプロダクションに所属していた岩佐はゴールデン・アロー賞のグラフ賞も受賞した。

#### ミスマガジン2004
発表号：2004年32号（7月5日）
| タイトル             | 受賞者   | 備考            |
| -------------------- | -------- | --------------- |
| グランプリ           | 小阪由佳 |                 |
| ミス週刊少年マガジン | 星野飛鳥 | 現：星野明日香  |
| ミスヤングマガジン   | 原田桜怜 | 現：手束真知子  |
| 読者特別賞           | 山崎真実 |                 |
| 審査員特別賞         | 松嶋初音 |                 |
| フットサル           | 中澤優子 | 2006年2月に受賞 |

※この年を最後にオフィシャル映像作品のビデオカセット発売が打ち切られ、以降DVDのみの発売となっている（Blu-ray Discの発売は行われていない）。小阪と山崎はサークルKサンクス（現:ファミリーマート）のCMでも共演した。

#### ミスマガジン2005
発表号：2005年32号（7月4日）
| タイトル             | 受賞者   | 備考                                        |
| -------------------- | -------- | ------------------------------------------- |
| グランプリ           | 北乃きい | 史上初の平成生まれ&1990年代生まれからの受賞 |
| ミス週刊少年マガジン | 鈴木美生 |                                             |
| ミスヤングマガジン   | 小林ユリ |                                             |
| つんく♂賞            | 時東ぁみ |                                             |
| 読者特別賞           | 加藤理恵 |                                             |
| 審査員特別賞         | 中村優   |                                             |
| フットサル           | 溝口麻衣 | 2006年2月に受賞                             |

※つんく♂が審査員として初参加。この年から高校ラグビーとのタイアップも開始。中村がイメージキャラクターとなった。平成生まれがグランプリを受賞した最初の年でもある。

#### ミスマガジン2006
発表号：2006年31号（7月3日）
| タイトル             | 受賞者     | 備考                                           |
| -------------------- | ---------- | ---------------------------------------------- |
| グランプリ           | 倉科カナ   |                                                |
| ミス週刊少年マガジン | 松井絵里奈 | SEGA賞、ミス1週間賞も受賞                      |
| ミスヤングマガジン   | 仲村みう   |                                                |
| 読者特別賞           | 草場恵     | FM NACK5賞、ミスマガジングラビアネット賞も受賞 |
| 審査員特別賞         | 入船加澄実 | 高校ラグビー賞も受賞                           |
| フットサル           | 勝乗恵美   | 2007年7月に受賞                                |

#### ミスマガジン2007
発表号：2007年33号（7月14日）
| タイトル             | 受賞者     | 備考                              |
| -------------------- | ---------- | --------------------------------- |
| グランプリ           | 鹿谷弥生   | 高校ラグビー賞、ミス1週間賞も受賞 |
| ミス週刊少年マガジン | 中島愛里   |                                   |
| ミスヤングマガジン   | あいか     |                                   |
| 読者特別賞           | 伊勢みはと |                                   |
| 審査員特別賞         | 山口沙紀   |                                   |
| フットサル           | 杉田沙緒里 |                                   |
| GyaO賞               | 小林優美   | 2007年7月に受賞。                 |

※この年から「GyaO賞」が制定され、落選者の中から小林が選出。これを機に同年7月31日付で芸名を「宇野優美」に改めたが、程なくして元の名前に戻した。また、この年のみ日本テレビとのコラボ企画を実施し、日テレジェニックとの交流を深めた。昭和生まれがグランプリを受賞した最後の年でもある。

#### ミスマガジン2008
発表号：2008年31号（7月7日）
| タイトル                           | 受賞者                                      | 副賞                                              |
| ---------------------------------- | ------------------------------------------- | ------------------------------------------------- |
| グランプリ                         | 桜庭ななみ                                  | 現：宮内ひとみ 高校ラグビー賞、BS-i賞             |
| ミス週刊少年マガジン               | 佐藤さくら                                  | SEGA賞、FM NACK5賞、講談社コミックプラス賞        |
| ミスヤングマガジン                 | 中川美樹                                    | ミス1週間賞                                       |
| 読者特別賞                         | 梅本静香                                    |                                                   |
| 審査員特別賞                       | 大谷澪                                      |                                                   |
| ミスマガ!Gyao賞 （マガジンメイト） | 望月美寿々 小池唯 奏木純(葉山織江) 森はるか | 森は2008年7月のミスマガお披露目イベントにて受賞。 |
| フットサル                         | 野口綾子                                    |                                                   |

#### ミスマガジン2009
発表号：2009年32号（7月6日）
| タイトル             | 受賞者                       | 副賞                                |
| -------------------- | ---------------------------- | ----------------------------------- |
| グランプリ           | 小林さり                     | 高校ラグビー賞、SEGA賞              |
| ミス週刊少年マガジン | 菊里ひかり（現：桜井ひかり） | ファンタ賞                          |
| ミスヤングマガジン   | 荒井萌（現：あらい美生）     | ミス1週間賞、FM NACK5賞             |
| 読者特別賞           | 佐武宇綺                     | 蒼天少女賞                          |
| 審査員特別賞         | 高木古都                     | 講談社コミックスプラス賞 蒼天少女賞 |

#### ミスマガジン2010
発表号：2010年34号（7月26日）
| タイトル             | 受賞者                     | 副賞                       |
| -------------------- | -------------------------- | -------------------------- |
| グランプリ           | 新川優愛                   | EXILIM賞、赤坂ビッグバン賞 |
| ミス週刊少年マガジン | 清水富美加（現：千眼美子） | JOYSOUND賞、高校ラグビー賞 |
| ミスヤングマガジン   | 川嶋麗惟                   |                            |
| 読者特別賞           | 日向泉                     |                            |
| 審査員特別賞         | 立花陽香                   |                            |

※ヤンマガ創刊30周年となったこの年はそれまでのサンシャインシティに代わり赤坂サカスでお披露目イベントを開催。発表号発売前日の同年7月25日にグランプリ他各賞が発表された。なお、グランプリ受賞者がヤンマガの発表号で単独表紙を飾ったのは新川が最後となっている（2024年9月現在）。

#### ミスマガジン2011
発表号：2011年31号（7月4日）
| タイトル             | 受賞者                     | 副賞                       |
| -------------------- | -------------------------- | -------------------------- |
| グランプリ           | 衛藤美彩                   |                            |
| 準グランプリ         | 綾乃美花（現：田原可南子） | JOYSOUND賞、ジョイポリス賞 |
| ミス週刊少年マガジン | 秋月三佳                   | 高校ラグビー賞             |
| ミスヤングマガジン   | 朝倉由舞                   |                            |

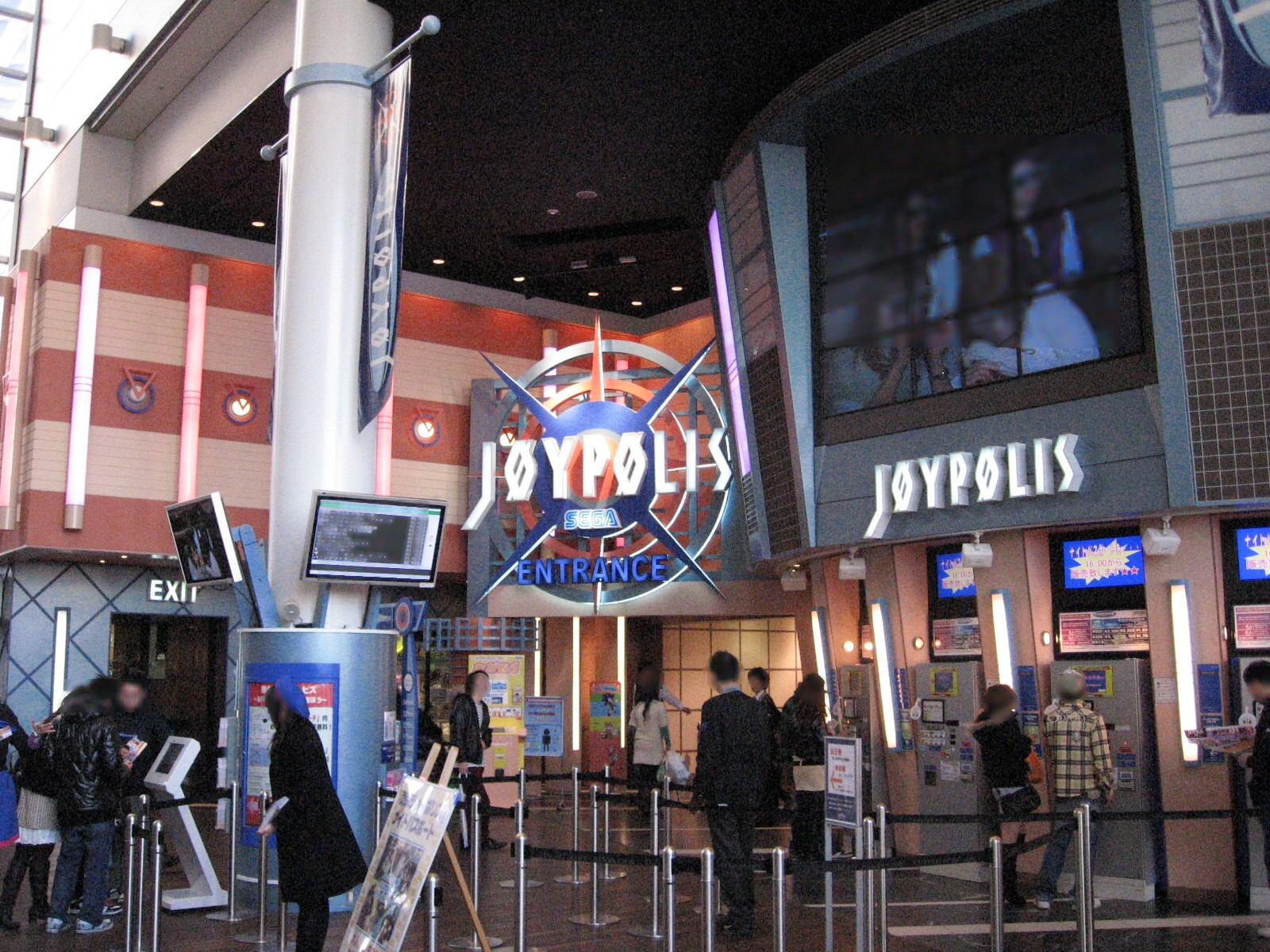
ミスマガジン2011のお披露目イベントが行われた東京ジョイポリス

※この年は募集開始が例年より2か月遅く、5月16日にエントリー者15名が発表されたが、最終結果発表は例年通り7月上旬を維持。しかし上記の通り審査員特別賞及び読者特別賞が制定されず、最終入賞者も15年前（1996年）の第1回ミスヤンマガ以来となる4名にとどまった。なお、お披露目イベントは東京ジョイポリスで開催されている。ちなみに衛藤は受賞後、同年結成のアイドルグループ『乃木坂46』に加入。2019年にグループを卒業するまで、NHK紅白歌合戦出場4回（2015年 - 2018年）・日本レコード大賞受賞2回（2017年・2018年）等の実績を残した。

#### ミスマガジン2018
発表号：2018年34号（7月23日）
| タイトル             | 受賞者     | 備考                             |
| -------------------- | ---------- | -------------------------------- |
| グランプリ           | 沢口愛華   | 21世紀生まれ初のグランプリ受賞者 |
| ミス週刊少年マガジン | 岡田佑里乃 |                                  |
| ミスヤングマガジン   | 寺本莉緒   |                                  |
| 読者特別賞           | 池松愛理   |                                  |
| 審査員特別賞         | 佐藤あいり |                                  |
| SHOWROOM賞           | 新木さくら | [ 20 ]                           |

※2018年5月1日に行われた記者会見で候補者16名が発表され、同年7月17日、沢口愛華が平成時代最後のミスマガジングランプリ受賞者に選ばれた。なお、スペシャルアンバサダーに浅川梨奈、小倉優香が就任し、候補者を引率していたが、前回のグランプリ受賞者である衛藤の発表会登壇はなかった。またこの年からヤンマガの発表号発売前の火曜日（2024年度は水曜日）に最終結果の発表会が行われている。

#### ミスマガジン2019
発表号：2019年35号（7月29日）
| タイトル             | 受賞者                              | 備考 |
| -------------------- | ----------------------------------- | --- |
| グランプリ           | 豊田ルナ                            | マガポケ賞も同時受賞。電子写真集も発売                                                                                                   |
| ミス週刊少年マガジン | 夏目綾                              | [ 26 ] |
| ミスヤングマガジン   | 吉澤遥奈                            | 火曜TheNIGHT賞もW受賞。ヤンマガ巻中グラビアが決定                                                                                        |
| 読者特別賞           | 山口はのん ぴーぴる（現：前田鮎花） | |
| 審査員特別賞         | 桜田茉央                            | |
| SHOWROOM賞           | 前田千恵                            | ヤングマガジン2019年42号巻中グラビアに登場。 現在はアイドルユニット『elsy』（エルシー）のメンバー“愛森ちえ”（まなもり ちえ）として活動。 |

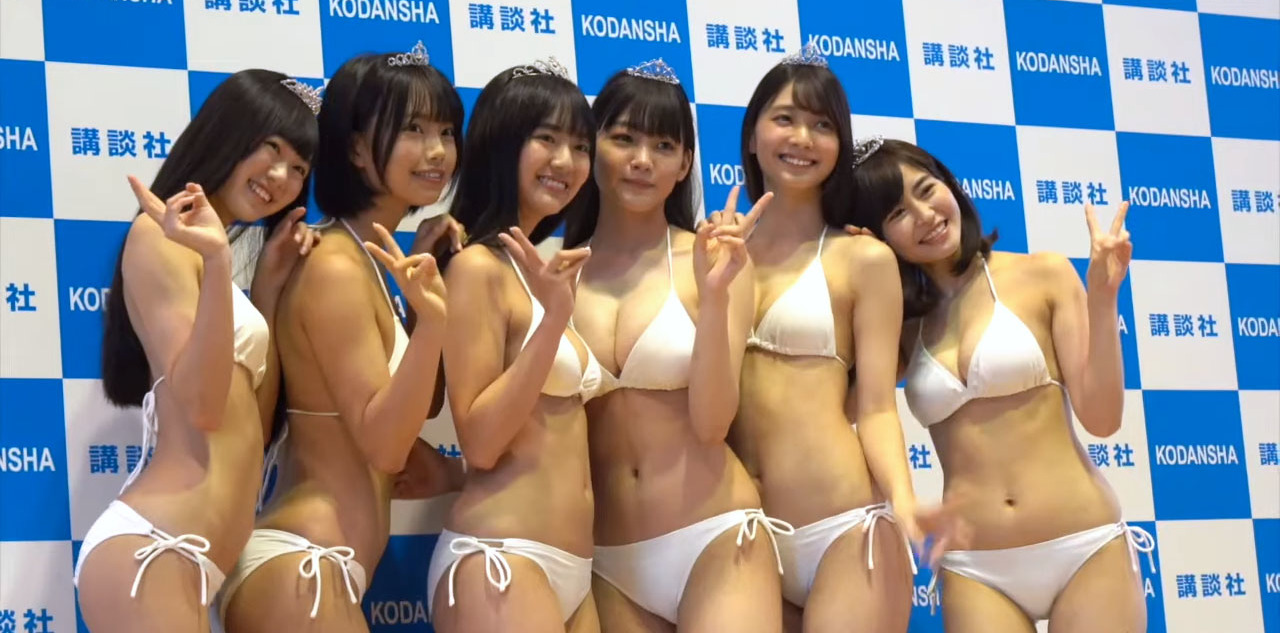
2019年度受賞者（写真：マイナビニュース）

※令和改元後最初となる「ミスマガジン2019」ではオーディションにまつわる交通費を負担する「学割」、カメラテストで使用した写真を応募者に提供する「早期エントリー」の特典が設けられた。2019年5月7日に候補者16名が発表され、同年7月23日、豊田ルナがプラチナムプロダクション所属者としては16年ぶりのグランプリに選ばれた他、2005年以来14年ぶりに受賞者が1名増員された。

#### ミスマガジン2020
発表号：2020年46号（10月12日）
| タイトル             | 受賞者   | 備考                 |
| -------------------- | -------- | -------------------- |
| グランプリ           | 新井遥   | TheNIGHT賞も同時受賞 |
| ミス週刊少年マガジン | 菊地姫奈 | SHOWROOM総合1位獲得  |
| ミスヤングマガジン   | 後藤真桜 |                      |
| 読者特別賞           | 早川渚紗 |                      |
| 審査員特別賞         | 大槻りこ |                      |

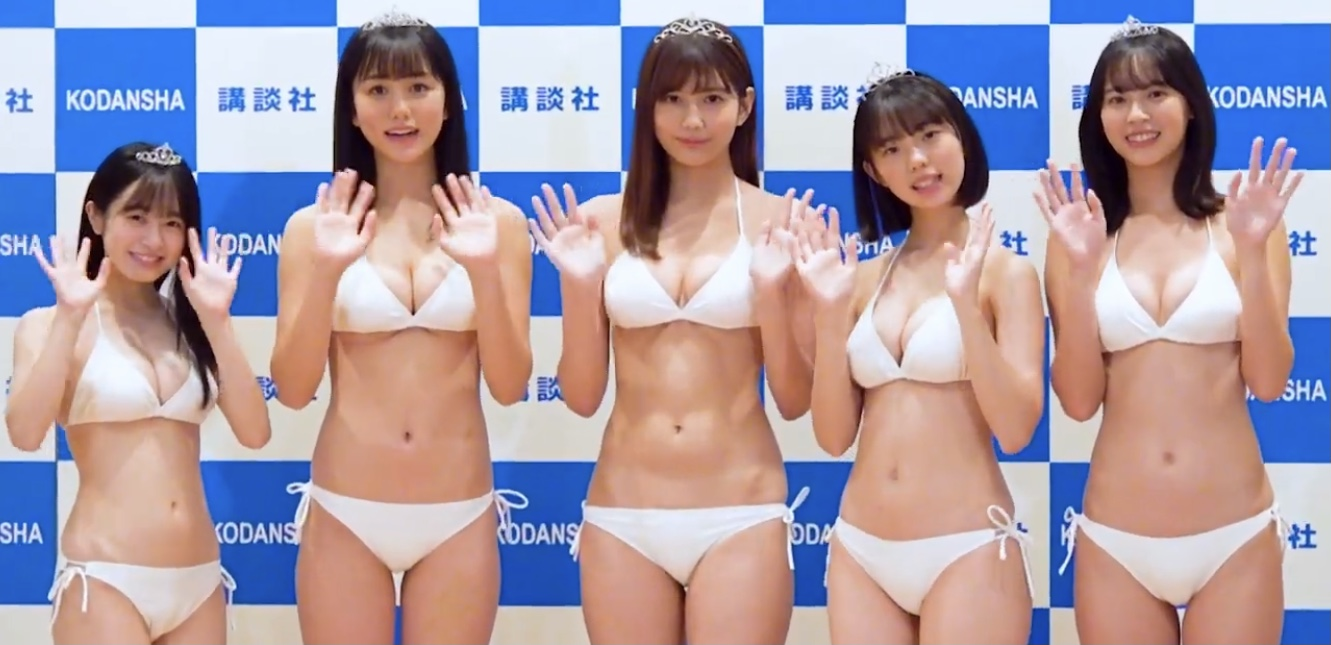
2020年度受賞者（写真：マイナビニュース）

※ヤングマガジン創刊40周年を記念しての開催だったが、先述の新型コロナウイルスの影響でベスト16の発表が7月21日と遅れ、最終結果は10月6日となった。20世紀生まれがグランプリを受賞した最後の年でもある。

#### ミスマガジン2021
発表号：2021年46号（10月11日）
| タイトル             | 受賞者            | 備考                   |
| -------------------- | ----------------- | ---------------------- |
| グランプリ           | 和泉芳怜          | PiXMiX                 |
| ミス週刊少年マガジン | 天野きき          | ゲームアイドル賞も受賞 |
| ミスヤングマガジン   | 山岡雅弥          | [ 37 ]                 |
| 読者特別賞           | 辻優衣            | 963                    |
| 審査員特別賞         | 大島璃乃 内藤花恋 |                        |
| 火曜TheNIGHT賞       | 斎藤愛莉          |                        |

※2021年7月6日、この年よりロゴマークが変更された講談社社内で記者会見でベスト16名が発表され、そのうちアイドルグループ『BOCCHI。』からは2名がファイナルに進出した。グランプリの和泉は斉藤由貴以来37年ぶりの東宝芸能所属者となった。なお、この年は「ゲームアイドル賞」を新たに設置。講談社ゲームクリエイターズラボ公認のゲームアイドルを選ぶという関係から、上記の天野のほか、竹内月音（「ナナランド」メンバー）、奈々瀬玲（「芯辣melt」メンバー。ベスト16には不参加）が選ばれた。
グランプリの和泉芳怜、ミスヤングマガジンの山岡雅弥、ミス週刊少年マガジンの天野きき、読者特別賞の辻優衣、審査員特別賞の大島璃乃、内藤花恋が主演する映画『グリーンバレット』（当初のタイトル『ミスマガジン、全員殺し屋』から改題）が製作され、2022年8月に公開された。

#### ミスマガジン2022
発表号：2022年47号（10月24日）
| タイトル             | 受賞者        | 備考                                                                                               |
| -------------------- | ------------- | -------------------------------------------------------------------------------------------------- |
| グランプリ           | 瑚々 咲田ゆな | [ 43 ]                                                                                             |
| ミスヤングマガジン   | 麻倉瑞季      | [ 43 ]                                                                                             |
| ミス週刊少年マガジン | 斉藤里奈      | [ 43 ]                                                                                             |
| 読者特別賞           | 三野宮鈴      | [ 43 ]                                                                                             |
| 審査員特別賞         | 藤本沙羅      | [ 43 ]                                                                                             |
| 火曜TheNIGHT賞       | 山田麗華      | ヤングマガジン2022年39号に記念グラビアが掲載されたが、 グランプリ他各賞とのW受賞は果たせなかった。 |
| SHOWROOM特別賞       | 相垣梨々花    | ヤングマガジン2023年8号グラビアに掲載。                                                            |

※2022年7月5日、都内ホテルで「ミスマガジンベスト16お披露目イベント」を開催。OG代表として2002年ミス少年マガジンの中川翔子が駆けつけた。同年7月11日、『ヤングマガジン』32号で誌面発表。巻頭・巻中・巻末グラビアで「ミスマガジン2022」16名が取り上げられた。ベスト16のエントリー者全員が21世紀生まれとなったのはこの年が初である。しかし最終結果発表は前2回よりも2週遅れの10月18日、発表号発売は10月24日と歴代最遅記録を更新。ミスマガジングランプリは史上初の2人受賞となった。受賞者のお披露目では今大会から白いビキニが廃止され白いワンピース姿での登場となった。グランプリの瑚々は身長173cmで、先述の小阪由佳（169cm）を上回るミスマガ最長身グランプリとなった。
前年に引き続き受賞者を主演にした映画も制作され、2023年8月に『さよならエリュマントス』として劇場公開。

#### ミスマガジン2023
発表号：2023年40号（9月4日）
| タイトル             | 受賞者              | 備考                                     |
| -------------------- | ------------------- | ---------------------------------------- |
| グランプリ           | 今森茉耶            | [ 51 ]                                   |
| ミスヤングマガジン   | 松田実桜            | [ 51 ]                                   |
| ミス週刊少年マガジン | 西尾希美            | [ 51 ]                                   |
| 読者特別賞           | 一ノ瀬瑠菜          | アイドルグループ『シャルロット』メンバー |
| 審査員特別賞         | 加藤綾乃 吉井しえる | [ 51 ]                                   |
| SHOWROOM特別賞       | 井手美希            | ヤングマガジン2023年47号にグラビア掲載。 |

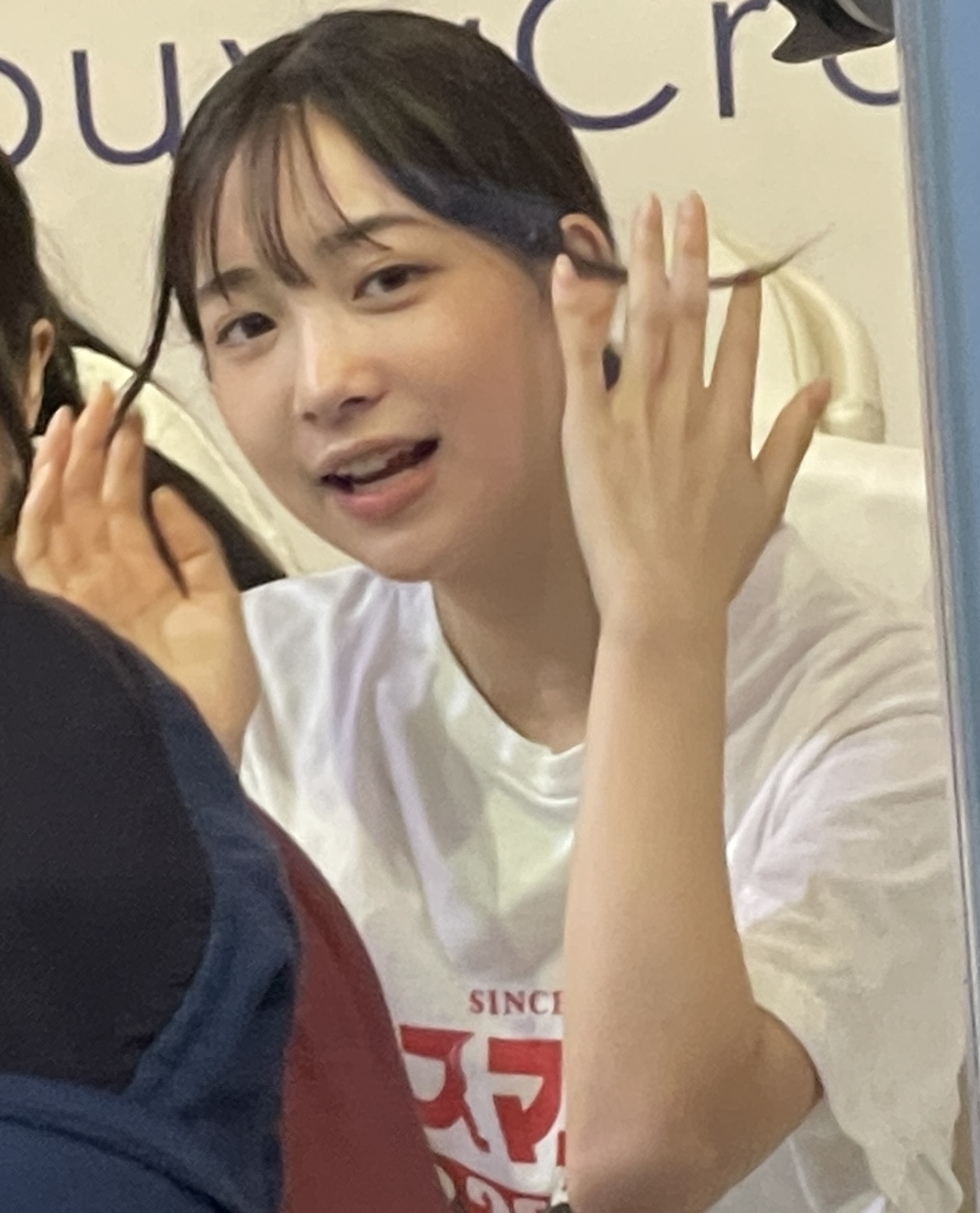
ミスマガジン2023グランプリの今森茉耶

※この年よりミスマガジンのロゴが週刊少年マガジンに酷似した赤いロゴタイプに変更。2023年5月9日にベスト16が発表され、グランプリ及び各賞は8月29日発表。受賞プレゼンターは前年グランプリの瑚々、咲田ゆな。前年までの火曜TheNIGHT賞は番組終了により消滅。またグランプリ発表号における表紙の集合写真は白いワンピース姿のものが採用された。
約1年後の2024年5月14日には受章者6人（今森、松田、西尾、一ノ瀬、加藤、吉井）によるユニット「ミスマガジン2023」名義で楽曲「DanDanキラリ」を発表し歌手デビュー。ミスマガジンとしてグループで楽曲を発表するのは初となる。

#### ミスマガジン2024
発表号：2024年40号（9月2日）
| タイトル             | 受賞者            | 備考                                                           |
| -------------------- | ----------------- | -------------------------------------------------------------- |
| グランプリ           | 葉月くれあ        | SHOWROOM総合1位                                                |
| ミスヤングマガジン   | 山本杏            |                                                                |
| ミス週刊少年マガジン | 花城奈央          | 金澤有希プロデュースのアイドルグループ『きゅ〜くる』のメンバー |
| 読者特別賞           | 尾茂井奏良        | アイドルグループSPL∞ASHのメンバー                              |
| 審査員特別賞         | 大西陽羽 古田彩仁 |                                                                |

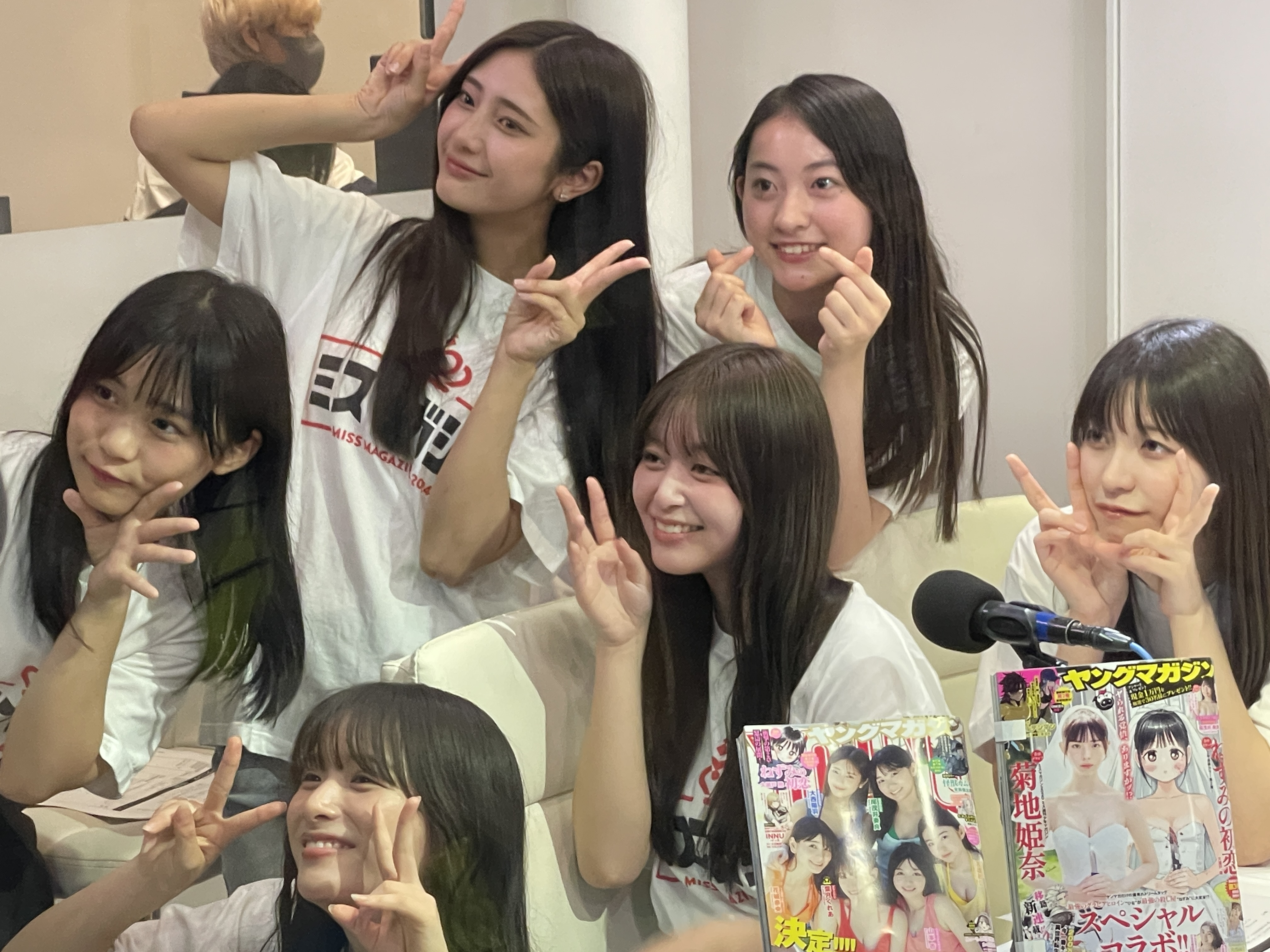
「ミスマガ放課後RADIO！」の収録時
（2024年9月5日、渋谷クロスFMにて）

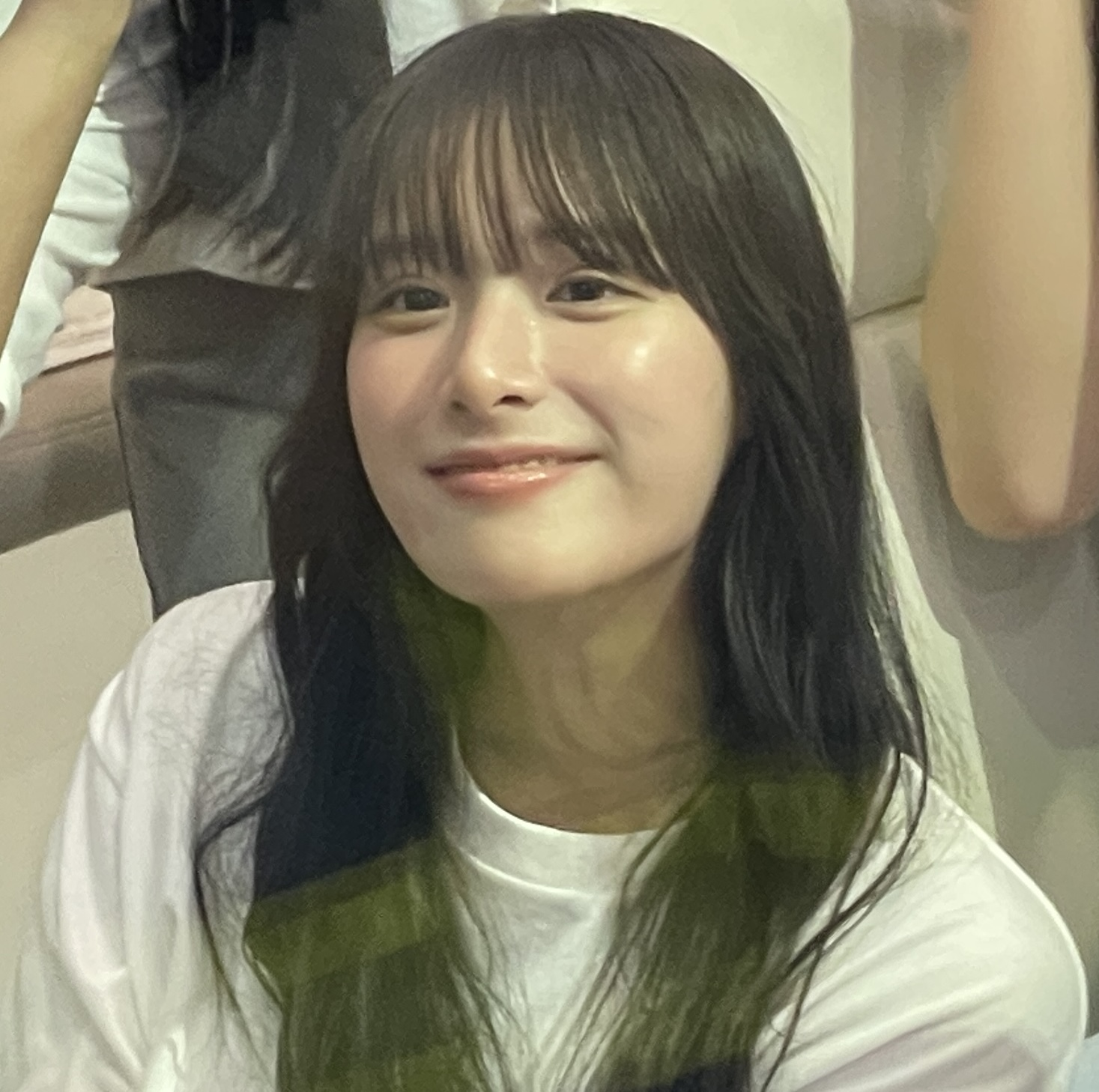
ミスマガジン2024グランプリの葉月くれあ

※2024年5月14日にベスト16が発表。グランプリ＆各賞発表は8月28日と、前回までより1日遅れの水曜日発表となった。グランプリを受賞した葉月の20歳9か月（2003年〈平成15年〉11月19日生）という年齢はミスマガ史上最年長記録である。

#### ミスマガジン2025
発表号：2025年 未発表（8月下旬 予定）
| タイトル             | 受賞者 | 備考 |
| -------------------- | ------ | ---- |
| グランプリ           |        |      |
| ミスヤングマガジン   |        |      |
| ミス週刊少年マガジン |        |      |
| 読者特別賞           |        |      |
| 審査員特別賞         |        |      |

※2025年5月13日にベスト16が発表。

## フットサルチーム
芸能人女子フットサルチーム「ミスマガジン」は2005年6月に結成され、スフィアリーグに参加していた。2005年10月の「第2回すかいらーくグループCUP〜炎のサバイバルトーナメント〜」では準優勝に輝いている（この時の優勝はGatas Brilhantes H.P.）。チームユニフォームはピンクでゴレイロ(GK)はイエロー。
監督はJリーグ浦和レッズ、ベガルタ仙台でプレーをした福永泰。コーチはジェフユナイテッド市原（当時）でプレーした碓氷幸一と、フットサル日本女子代表のゴレイロでFリーグバルドラール浦安の女子チーム「ラス・ボニータス」に所属する本多さかえが務めた。
6年間続いたフットサルチームであったが、2011年5月8日に開催された「サポーター感謝の会」をもって活動休止となった。

### メンバー
2010年時点
- 背番号00 野口綾子(GK)
- 背番号05 杉田沙緒里
- 背番号07 中島愛里
- 背番号08 勝乗恵美
- 背番号09 伊勢みはと
- 背番号10 七海れん
- 背番号15 立花彩野（キャプテン）
- 背番号16 夏目理緒
- 背番号17 西田美歩
- 背番号39 佐藤さくら

### 退団
- 中川愛海
- 小林ユリ
- 鈴木美生
- 小阪由佳
- 原田桜怜
- 山崎真実
- 加藤未央
- 仲村みう
- 星野飛鳥
- 草場恵
- 加藤理恵
- 北乃きい
- 倉科カナ
- 溝口麻衣（ - 2007年8月2日）
- 時東ぁみ
- 鹿谷弥生
- 松嶋初音
- 山口沙紀
- 入船加澄実
- あいか
- 中村優
- 松井絵里奈
- 中澤優子
- 梅本静香

### 公式戦戦績
- 2005年7月「すかいらーくグループCUP」：予選グループA 3位 予選敗退
- 2005年8月「すかいらーくグループ冒険王リーグ」：予選グループＢ 3位 予選敗退
- 2005年10月「第2回すかいらーくグループCUP」：準優勝
- 2005年12月「SPHERE LEAGUE すかいらーくグループシリーズ1stステージ」：5位
- 2006年2月「SPHERE LEAGUE すかいらーくグループシリーズ2ndステージ」：3位
- 2006年4月「SPHERE LEAGUE すかいらーくグループシリーズ3rdステージ」：3位
- 2006年5月「SPHERE LEAGUE すかいらーくグループシリーズ4thステージ」：5位
- 2006年7月「スフィアリーグ 第1回グッドウィルカップ」：グループB 0勝2敗 予選敗退
- 2006年8月22日「すかいらーくグループリーグ in お台場冒険王“真夏の女王”決定戦」（グループD） - 1勝2敗 予選敗退
- 2006年10月「SPHERE LEAGUE すかいらーくグループシリーズ5thステージ」：リザーブ落ち
- 2007年5月4日「すかいらーくグループCUP」予選グループA 予選敗退
- 2007年7月21日「すかいらーくグループCUP in ザ・冒険王2007」グループB 0勝1敗3分 予選敗退
- 2007年8月5日「すかいらーくグループCUP in ザ・冒険王2007」グループC 1勝3敗 予選敗退
- 2008年6月15日「2008メルシートゥフェスタ2ndステージ」：予選敗退
- 2008年8月1日「冒険王リーグFINAL」グループA 2勝2敗 予選敗退
- 2008年8月18日「冒険王リーグFINAL」グループE 1勝1敗2分 予選敗退
- 2008年8月25日「冒険王リーグFINAL」グループH 2勝1敗1分 決勝大会進出
- 2008年8月26日「冒険王リーグFINAL」決勝大会 1回戦敗退
- 2008年9月7日「2008メルシートゥフェスタ3rdステージ」：準優勝
- 2008年12月7日「2008メルシートゥフェスタFinalステージ」：予選敗退
- 2009年3月15日「2009メルシートゥフェスタ in MARCH」：予選敗退

### セゾンカップ
公式戦ではないが、2006年5月5日、6日にかけて日比谷公園で開催された「FOOTBALL FESTA2006 女子フットサル・セゾンカップ」でミスマガジンが優勝した。この優勝カップと記念集合写真は、講談社一階の受付前に展示されている。
その試合結果の詳細は以下の通り（ミスマガジン、carezza、南葛YJシューターズによる2回戦総当たり制）。
- 初日（5月5日）
  - ミスマガジン 1-0 南葛YJシューターズ
    - 得点 : ミスマガジン・溝口麻衣

  - carezza 1-0 南葛YJシューターズ
    - 得点 : carezza・小島くるみ

  - ミスマガジン 1-1 carezza
    - 得点 : ミスマガジン・溝口麻衣、carezza・小島くるみ
- 2日目（5月6日）
  - carezza 2-0 南葛YJシューターズ
    - 得点 : carezza・小島くるみ、carezza・長谷川桃

  - ミスマガジン 2-1 carezza
    - 得点 : ミスマガジン・溝口麻衣×2、carezza・長谷川桃

  - ミスマガジン 3-0 南葛YJシューターズ
    - 得点 : オウンゴール、ミスマガジン・西田美歩、ミスマガジン・溝口麻衣
- 総合結果
  - 優勝・ミスマガジン 3勝1分0敗 得点7 失点2 得失点差+5
  - 準優勝・carezza 2勝1分1敗 得点5 失点3 得失点差+2
  - 3位・南葛YJシューターズ 0勝0分4敗 得点0 失点7 得失点差-7
- 得点ランキング
  - ミスマガジン・溝口麻衣 5点
  - carezza・小島くるみ 3点
  - carezza・長谷川桃 2点
  - ミスマガジン・西田美歩 1点

## 劇団ミスマガジン

### 『ソウナンですか？演劇版』
7年ぶりに復活した2018年、同年の受賞者5名をはじめとするファイナリスト9名が「劇団ミスマガジン」を結成し、舞台公演に挑戦した。
- 日程：2018年11月7日（水） - 11日（日）
- 会場：シアターブラッツ
- 脚本・演出：竜史（20歳の国）

#### キャスト
- 鬼島ほまれ：沢口愛華
- 鈴森明日香：寺本莉緒
- 新田慶子：岡田佑里乃
- 照沼千秋：池松愛理
- 速水渚：佐藤あいり
- 九条紫音：倉沢しえり
- 天谷睦：鈴木ゆうは
- 恵結菜：岡本桃花
- 鬼島のぞみ：農海姫夏

## 配信番組
ミスマガジン2019の番組として2019年8月1日、YouTubeチャンネル『ミスマガTV』を開設。ミスマガジン2019メンバーが出演し、魅力を伝える。沖縄にいったりつっこみやボケを練習してみたりゲームをやってみたり体力をはかってみたりグラビアについて色々考えてみたりしている。同年10月4日にはレジェンドゲストとして小阪由佳が出演した。10月18日からミスマガ2018グランプリ・沢口愛華が出演。同年12月24日に配信終了。
ミスマガジン2019メンバーがそろう最後のグラビア撮影に合わせ2020年7月9日に再開。沢口愛華のグラビアをいちから作る。また、夏目綾がカメラをもって自らを含めた女の子を撮っている等、多彩な企画を公開。復活以降はタイムマシーン3号は未出演。ミスマガ2020の出演も開始。以後2021年以降のメンバーも出演しており、登録者数は2024年9月時点で14万人を超えた。

### 出演者
- MC：タイムマシーン3号（山本浩司、関太）
- ミスマガジン2018：沢口愛華、寺本莉緒、岡田佑里乃、山口はのん、池松愛理、佐藤あいり
- ミスマガジン2019：豊田ルナ、夏目綾、吉澤遥奈、山口はのん、ぴーぴる、桜田茉央
- ミスマガジン2020：新井遥、後藤真桜、菊地姫奈、早川渚紗、大槻りこ
- ミスマガジン2021：和泉芳怜、天野きき、山岡雅弥、辻優衣、大島璃乃、内藤花恋、斎藤愛莉
- ミスマガジン2022：瑚々、咲田ゆな、麻倉瑞季、三野宮鈴、斉藤里奈、藤本沙羅
- ナレーション：M・A・O[63]